# Burunza
El monte Burunza (en euskera Buruntza) es una pequeña elevación de unos 441 m s. n. m., situada 12 km al sur de San Sebastián, en el País Vasco (España). 
Lo rodean las localidades de Andoáin (al sur), Lasarte-Oria (al norte) y Urnieta (al este), y se desarrolla desde el nordeste (alto y ermita de Azkorte) hacia el sudoeste, extremo rematado por una gran cantera (en las proximidades del barrio de Buruntza, en Andoáin). El monte se levanta frente al Adarra (817 m, al sudeste) y próximo al Andatza (562 m, al oeste). Por el oeste el Burunza es bordeado por el río Oria. En su cima se levantaba una gran cruz.

## Accesos
El acceso principal parte del collado y ermita de Azkorte (210 m), en Urnieta. Desde aquí se cruza una valla para ir ganando altura por un sendero que avanza en dirección SW hasta alcanzar la cima. El camino está bien señalizado.

## Historia
Casi en la misma cima del monte Burunza quedan restos de un poblado o castro de la Edad del Hierro. Fue descubierto en 1989 y excavado entre 1992 y 1996 por C. Olaetxea. Ocupa una superficie de 0,7 ha.